# Révolution et contre-révolution en Allemagne

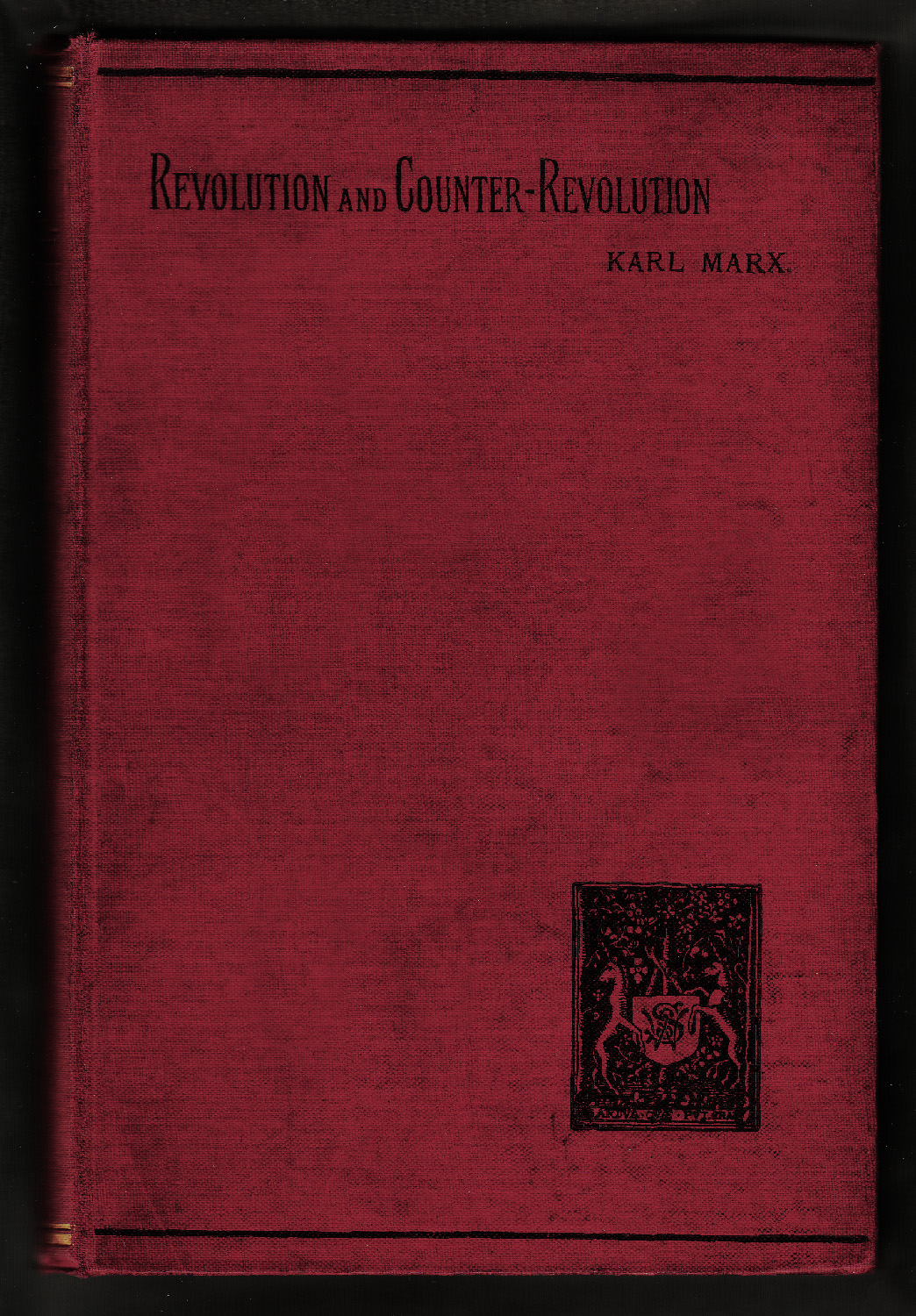
Livre "Révolution et contre-révolution en Allemagne"

Révolution et contre-révolution en Allemagne est un livre de Friedrich Engels, auquel a participé Karl Marx qui traite la Révolution de mars et contre-révolution en Allemagne et publié posthume par Eleanor Marx en 1896.
À l'origine, il s'agit d'une série d'articles publiés dans le New-York Tribune en 1851 et 1852. Ce n'est qu'en 1913 que la paternité d'Engels a été publiquement reconnue bien que certaines éditions ont continué jusqu'en 1971 à apparaître incorrectement en citant Marx comme auteur. 
Dans certains chapitres, Engels se réfère à une hiérarchie des peuples entre ceux qui auraient vocation à une nation indépendante et ceux qui seraient historiquement insignifiants, ce qui a été critiqué par le marxiste Roman Rosdolsky.  

## Sources
- (fr) Révolution et contre-révolution en Allemagne
- (en) Revolution and Counter-Revolution in Germany First published in English 1896. Ed. Eleanor Marx Aveling.